# Repubblica di Cina ai Giochi olimpici
La Repubblica di Cina (ROC) partecipò per la prima volta ai Giochi olimpici estivi nel Giochi della X Olimpiade con il nome di Cina. Dopo la guerra civile cinese, la ROC si ritirò nell'isola di Taiwan, e da allora solo atleti di Taiwan parteciparono ai Giochi in rappresentanza della nazione. Dopo che nel 1976 il CIO negò la partecipazione a Montreal, la ROC protestò contro la successiva Risoluzione di Nagoya boicottando i Giochi olimpici; la situazione continuò fin quando la Repubblica di Cina tornò alle gare sotto il nome di Cina Taipei ai Giochi olimpici invernali del 1984. La Cina partecipò anche alla Cerimonia di apertura dei Giochi olimpici estivi del 1924, ma i suoi quattro atleti (tutti giocatori di tennis) si ritirarono dalla competizione.

## Medaglieri

### Medaglie ai Giochi olimpici estivi
| Giochi           | Atleti | Oro | Argento | Bronzo | Totale |
| Los Angeles 1932 | 1      | 0   | 0       | 0      | 0      |
| Berlino 1936     | 54     | 0   | 0       | 0      | 0      |
| Londra 1948      | 31     | 0   | 0       | 0      | 0      |
| Totale           | Totale | 0   | 0       | 0      | 0      |